# Amt Bremen
Das Amt Bremen war ein Amt im alten Kreis Soest in Nordrhein-Westfalen, Deutschland. Es wurde 1890 aus Gemeinden des bereits bestehenden Amtes Körbecke gebildet. Im Rahmen der nordrhein-westfälischen Gebietsreform wurde das Amt zum 1. Juli 1969 aufgelöst. Sein Gebiet gehört heute zum Kreis Soest.

## Geschichte
Im damaligen Kreis Soest wurden 1890 aus den Gemeinden Bilme, Bittingen, Blumenthal, Bremen, Gerlingen, Höingen, Hünningen, Lüttringen, Niederense, Himmelpforten, Oberense, Parsit, Ruhne, Sieveringen, Volbringen und Waltringen des Amtes Körbecke das neue Amt Bremen gebildet.
Am 1. April 1901 wurde Himmelpforten nach Niederense eingemeindet.
Durch das Gesetz zur Neugliederung des Landkreises Soest und von Teilen des Landkreises Beckum wurde das Amt Bremen zum 1. Juli 1969 aufgelöst. Sein Rechtsnachfolger ist die Gemeinde Ense  im Kreis Soest. Blumenthal kam zur Stadt Werl und alle übrigen Gemeinden bildeten die neue Gemeinde Ense.

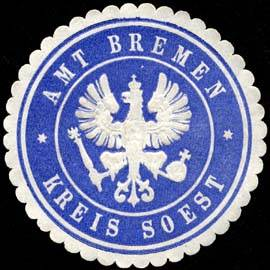
Siegelmarke Amt Bremen

## Gemeinden (Stand 1969)
1. Bilme
2. Bittingen
3. Blumenthal
4. Bremen
5. Gerlingen
6. Höingen
7. Hünningen
8. Lüttringen
9. Niederense
10. Oberense
11. Parsit
12. Ruhne
13. Sieveringen
14. Volbringen
15. Waltringen